# Massif facial
- Bleu: Vomer (1)
- Jaune: Maxillaire (2)
- Violet: Mandibule (1)
- Rose: Os nasal (2)
- Rouge: Os palatin (2)
- Bleu clair: Os lacrymal (2)
- Vert foncé: Os zygomatique (2)
- Vert clair: Cornet nasal inférieur (2)

Le massif facial (ou squelette facial ou os de la face) est l'ensemble des os qui constituent le squelette du visage. Il fait partie du splanchnocrâne.

## Structure
Le massif facial humain est constitué de quatorze os
- six os pairs et deux os impairs :
  - les cornets nasaux inférieurs,
  - les os lacrymaux,
  - les os maxillaires,
  - les os nasaux,
  - les os palatins,
  - les os zygomatiques,
- deux os impairs
  - la mandibule,
  - le vomer.

### Variante
Parfois l'os hyoïde, qui fait partie du splanchnocrâne, est considéré comme faisant partie du squelette facial
De même l'os ethmoïde et l'os sphénoïde, faisant partie du neurocrâne, peuvent être inclus dans le squelette facial.
Les os maxillaires étant fusionnés, ils sont souvent répertoriés collectivement comme un seul os.

## Embryologie
Les os du massif facial au sens strict du terme sont des os dermiques issu de l'ossification de la profondeur du derme.